# Лобковская, Нина Алексеевна
Ни́на Алексе́евна Лобко́вская (род. 8 марта 1925 года в селе Фёдоровка, Карагандинская область, Казахская ССР, СССР) — советская женщина-снайпер, на счету которой 89 уничтоженных солдат противника. Десятая среди советских женщин-снайперов Великой Отечественной войны по результативности.

## Биография

### Детство и юность
Нина Лобковская родилась 8 марта 1925 года в селе Фёдоровка Карагандинской области. Она стала первым ребёнком в семье разнорабочего и учительницы. Вскоре семья переехала в столицу Таджикской ССР, город Сталинабад. Всего в семье было пятеро детей.
Когда началась Великая Отечественная война, Нина Лобковская училась в 10-м классе школы. И хотя бои не затрагивали Таджикистан, семья Лобковских почувствовала приближение войны, когда в город стали поступать эвакуированные и тяжелораненые. В январе 1942 года отец семейства ушёл на фронт. Он погиб летом во время обороны Воронежа.
Окончив школу, чтобы попасть в армию, восемнадцатилетняя Нина поступила в медицинский институт. Параллельно она поступила на курсы стрелков при районном военкомате, где отличилась и окончила их с похвальной грамотой. Лобковская была членом Комсомола и Осоавиахима. В октябре 1942 года Центральный комитет ВЛКСМ в своём обращении к молодёжи призвал её принять участие в защите родины. При Главном Управлении Всевобуча в 1942 году была создана Центральная школа инструкторов снайперской подготовки (ЦШИСП), в которой также организованы женские курсы отличных стрелков снайперской подготовки. В Сталинабад поступило две заявки в снайперскую школу, Нина Лобковская с подругой Ольгой Марьенкиной были отправлены на обучение в Москву. В мае 1943 года женские курсы реорганизованы в Центральную женскую школу снайперской подготовки (ЦЖШСП). В июне Лобковская в составе 50-ти девушек-снайперов была направлена на Калининский фронт.

### Война

#### Калининский фронт
Группа девушек-снайперов поступила в расположение 3-й ударной армии Калининского фронта. На показательных стрельбах девушек присутствовал генерал-лейтенант К. Н. Галицкий, начальник политотдела 3 УА Ф. Я. Лисицин и его помощник по комсомольской работе С. В. Игнатов. Тогда же девушкам сообщили, что не будут разбивать их группу по дивизиям, вместо этого сформировали роту снайперов. Роту планировалось направлять в наиболее востребованные в снайперах части фронта.
Рота была направлена во 21-ю гвардейскую стрелковую дивизию 3 УА, где ей разделили на три группы. Далее снайперов разбили по парам, а к каждой паре прикрепили опытного снайпера или солдата. Лобковская оказалась в паре с Верой Артамоновой, их наставником стал пожилой Черных, научивший молодых девушек многим военным премудростям. Спустя неделю после поступления в расположение, двойка Лобковской и Артамоновой двойным выстрелом убила вражеского солдата, открыв личный боевой счёт. После стажировки в 21-й дивизии роту пригласили на армейский слёт снайперов, где Лобковская увидела знаменитых снайперов армии: Буденкова, Ганночку, Санина, Петренко и Ткачёва.
После слёта Лобковская недолго обучала снайперскому делу молодых солдат, а после вдогонку своей роте направлена в 357-ю стрелковую дивизию. В этот момент дивизия занимала оборону в районе крупного железнодорожного
узла Новосокольники. Вскоре роту отозвали из 357-й стрелковой дивизии в 153-й армейский запасной полк, задачей которого было основаться на участке обороны на рубеже «Раструбово — Святая — Клеши» и принять участие в Невельской наступательной операции. После освобождения Невеля роту снайперов перевели в 59-й гвардейский полк 21-й гвардейской стрелковой дивизии. В полк доставили новые огнемёты и снайперы получили специальное задание по прикрытию огнемётчиков для предотвращения попадания нового оружия вермахту. Соединения противника в этот момент, упустив крупный транспортный узел, начало ожесточённые атаки на советские позиции. Снайперские пары замаскировались по линии обороны вместе с пулемётными и огнёметными звеньями. Обороняя позиции, армия подвергалась авианалётам люфтваффе и отразила 12 контратак вермахта, но удержала позиции. По признанию Лобковской, это был самый страшный бой в её жизни.
На следующий день за героическую оборону Невеля участвовавшие в операции подразделения, в том числе и 21-я гвардейская дивизия были удостоены почётного наименования «Невельские», девушкам-снайперам присвоили звание гвардейцев. Пятеро из них, в том числе сержант Нина Лобковская, были награждены орденами Красного Знамени. После Невельской операции дивизия продолжила наступление на запад, в одной из вылазок пара Лобковской и Артамоновой вытащили из подбитого танка раненых танкистов и помогли добраться до расположения.
После наступательных боёв осенью и зимой 3 УА перешла к обороне, наступило временное затишье. В июне 1943 года состоялся второй армейский слёт снайперов, на котором присутствовала Нина с другими девушками. После слёта Нина была назначена командиром 2-го взвода, который был сформирован из пополнения. Со взводом Лобковская прибыла в 1253-й полк 379-й стрелковой дивизии. Во время снайперской дуэли была легко ранена в висок, но из винтовки Веры Кабирнюк уничтожила немецкого стрелка; позже выяснилось, что это был командир подразделения, тренировавшийся на стрельбе со снайперской винтовки по позициям Красной армии.

#### 2-й Прибалтийский фронт
После Невельской наступательной операции Калининский фронт был переименован в 1-й Прибалтийский фронт, однако 3-я Ударная армия оказалась в составе сформированного 2-го Прибалтийского фронта. В октябре 1944 года снайперская рота снова была направлена в 21-ю гвардейскую дивизию, которая к тому моменту дивизия вела бои в районе латвийского городка Добеле. На одной из вылазок Антонина Бойкова, напарница Лобковской была убита огнём пулемёта, а сама она получила ранение, после чего была отправлена в госпиталь.

#### 1-й Белорусский фронт
В декабре 1944 года после взятия Риги и освобождения Латвии 3 УА была переброшена на 1-й Белорусский фронт. В январе 1945 года войска фронта принимали участие в Висло-Одерской наступательной операции, освобождая Польшу. 3 УА после перевода в 1 БФ некоторое время находилась в резерве. Рота снайперов с Лобковской осваивали тактику ведения боя в городских условиях, готовясь к освобождению Варшавы. По воспоминаниям Лобковской, их рота в полном составе располагалась в тот момент в доме польской женщины, с которой у русских женщин сложились дружеские отношения.
Ночью 17 января вермахт отступил, и 1-я армия Войска Польского вошла в Варшаву. После неё в город вступила и 3-я Ударная армия. После освобождения города Красная армия продолжала наступление на запад. Рота снайперов была вынуждена с другими пехотинскими подразделениями подолгу маршировать за штурмующими частями, преодолевая большие расстояния. По Померании Лобковская с ротой за две недели преодолели более 400 километров.
29 января 1945 года войска 1-го Белорусского фронта перешли границу Германии. В феврале 1945 года Нина Лобковская была назначена командиром роты. В марте 1945 года во время боёв в районе Драмбурга крупное соединение вермахта начало прорыв из кольца окружения, для предотвращения выхода из кольца были введены резервные части, в том числе и женская рота снайперов. 6 марта роте было поручено задание по обороне участка автодороги. В течение ночи в плен было взято 27 немецких солдат, прорыв на участке роты удалось предотвратить; вместо этого немецкие соединения лесом прошли в полосу действия Войска Польского.
К концу марта 3 УА уже готовилась к штурму Берлина, роту снайперов прикрепили к прибывшей прожекторной
части, состоявшей из механиков и девушек-прожектористок. После прорыва Одерской линии обороны 3 УА с боями прорывалась к Берлину. Снайперская рота была отведена с передовой и направлена на охрану штаба армии, где пробыла вплоть до конца войны.

### Послевоенная деятельность
Прилетев на встречу фронтовиков в Москву из Берлина, Лобковская успела поступить на исторический факультет МГУ, однако ещё не была демобилизована и вернулась на службу в Германию. Была демобилизована в октябре 1945 года и, вернувшись в Москву, приступила к учёбе. После окончания университета Лобковская более двадцати лет работала лектором в Центральном музее В. И. Ленина. В 1974 году Президиум Верховного Совета СССР за заслуги в пропаганде революционной деятельности и теоретического наследия В. И. Ленина присвоил ей почётное звание заслуженного работника культуры РСФСР.

## Награды
- Медаль «За отвагу» (25 января 1944)
- Орден Красного Знамени (31 января 1944)
- Орден Славы III степени (3 июня 1944)
- Медаль «За боевые заслуги» (30 июня 1944)
- Орден Отечественной войны II степени (31 октября 1944)
- 2 Ордена Отечественной войны I степени (15 мая 1945 и 6 апреля 1985)
- Медаль «За взятие Берлина» (?)
- Медаль «За победу над Германией» (5 сентября 1945)

Наградные листы
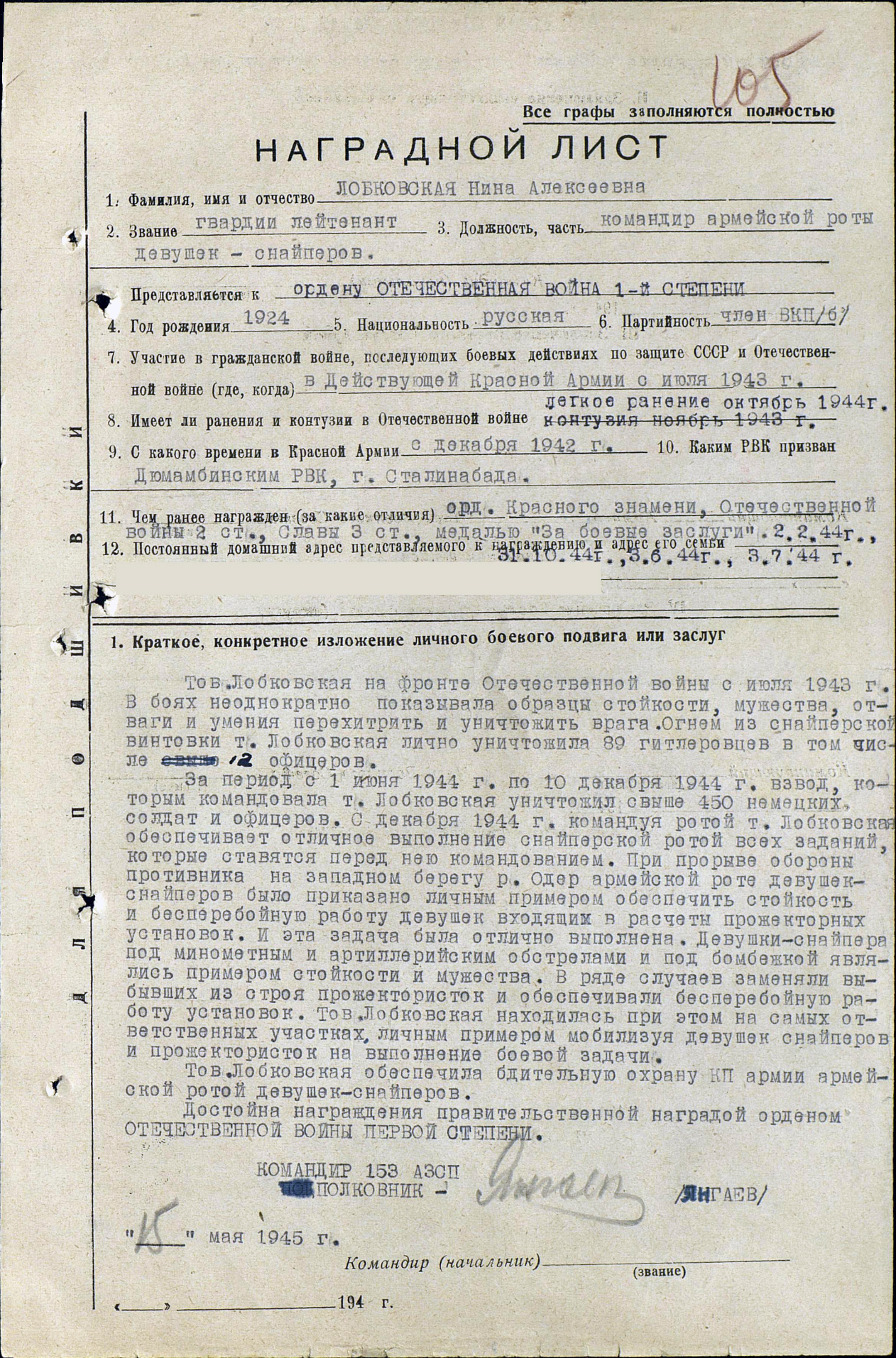
Наградной лист к Ордену Отечественной войны 1 степени
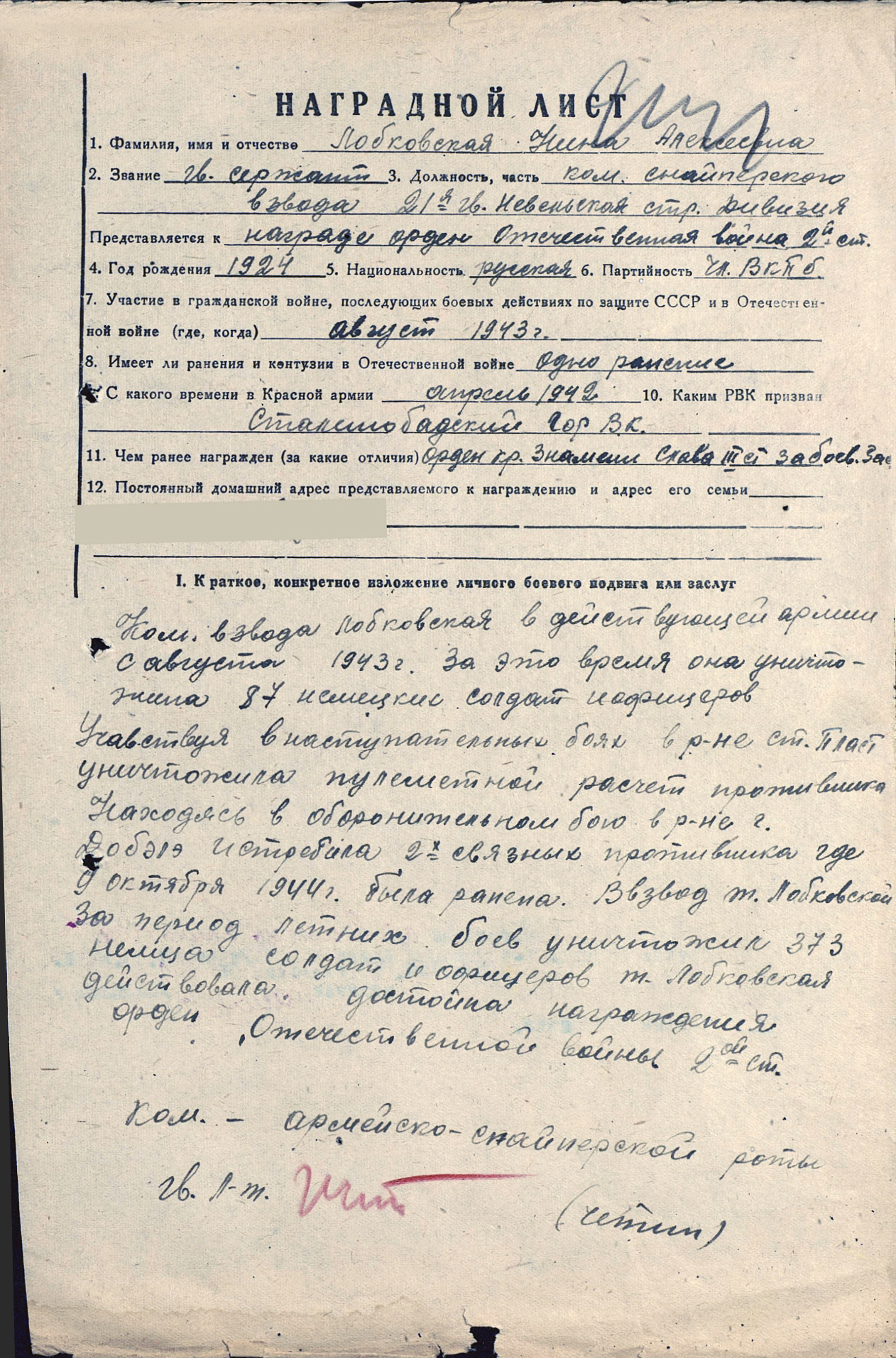
Наградной лист к Ордену Отечественной войны 2 степени
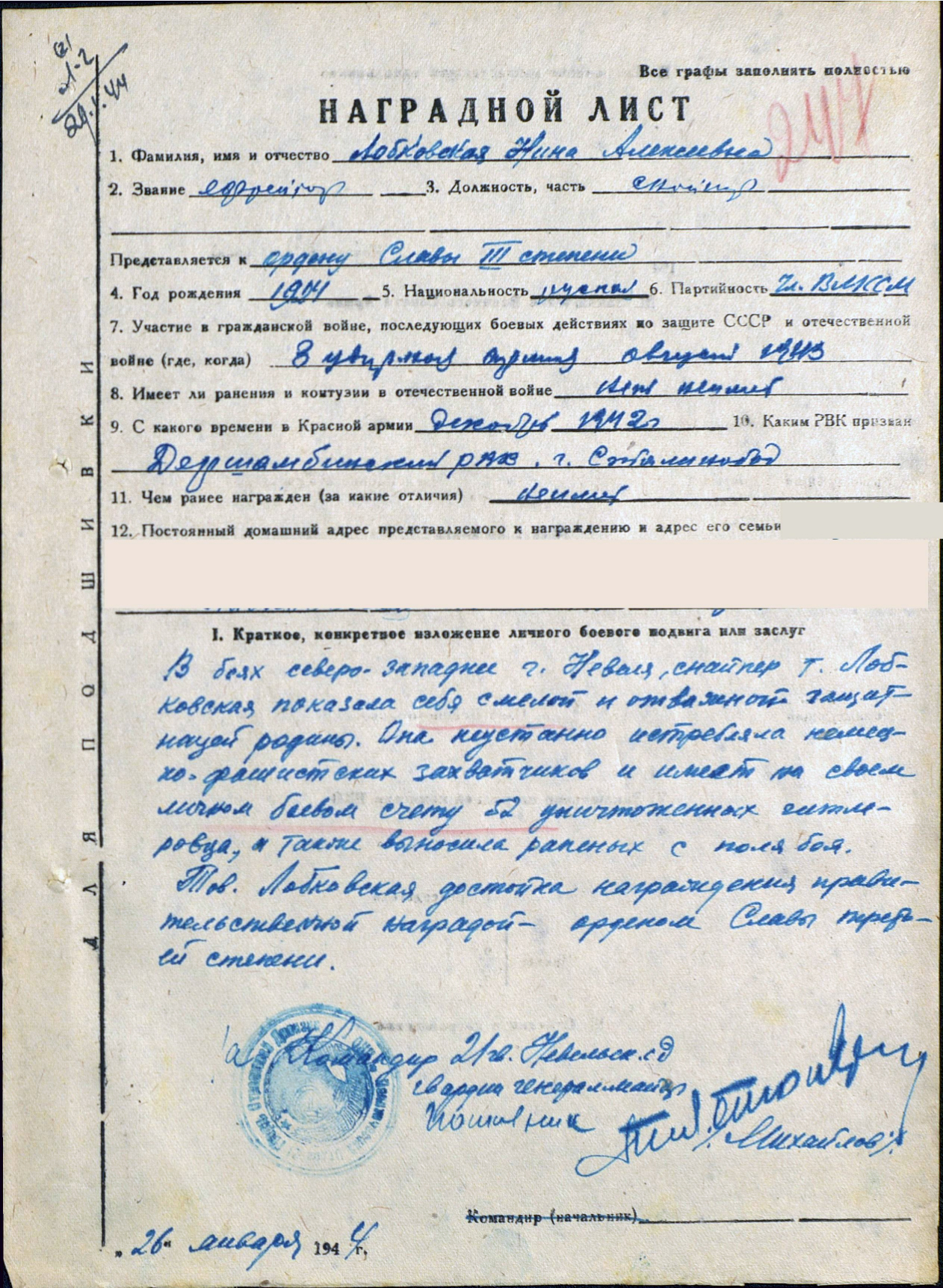
Наградной лист к Ордену Славы 3 степени
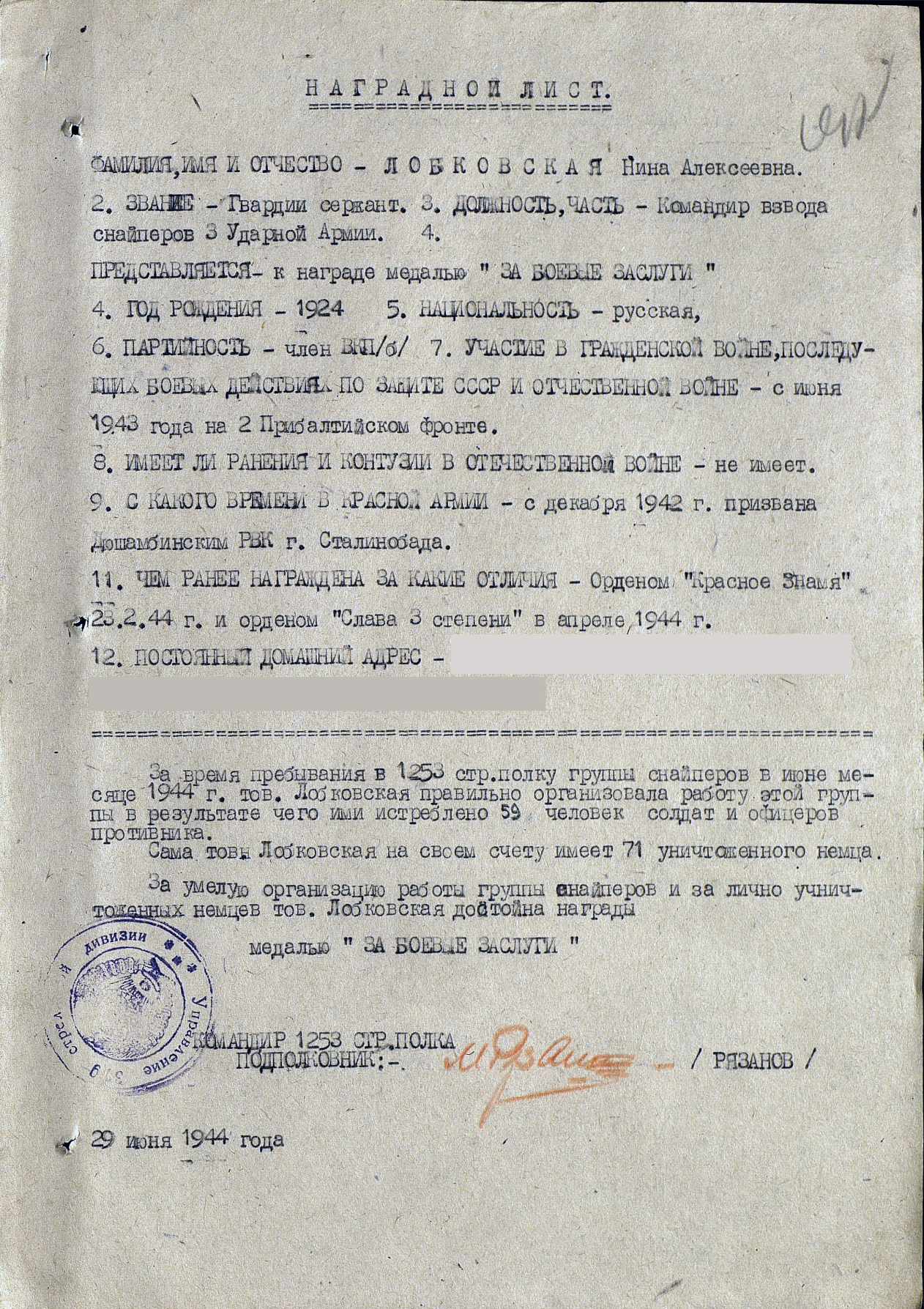
Наградной лист к медали «За боевые заслуги»